# Hemidactylus giganteus
Hemidactylus giganteus là một loài thằn lằn trong họ Gekkonidae. Loài này được Stoliczka mô tả khoa học đầu tiên năm 1871.